# Мамедов, Фаиг Исмаил оглы
Фаиг Исмаил оглу Мамедов (азерб. Faiq İsmayıl oğlu Məmmədov; 27 ноября 1929 — 4 августа 1987) — общественный и научный деятель, доктор сельскохозяйственных наук, профессор. Заслуженный агроном Азербайджанской ССР (1980).
Проведенные им научные исследования в основном охватывали семеноводство хлопчатника и были посвящены методам подготовки семян хлопчатника к посеву и изучению системы посева. Автор многих фундаментальных и прикладных работ, учебников, монографий по семеноводству хлопчатника, десятков книг и около 50 статей. Подготовленные им учебные программы по общему земледелию используются в высших учебных заведениях.

## Жизнь и деятельность
Родился 27 ноября 1929 года в городе Гянджа Азербайджанской ССР. В 1946 году с золотой медалью окончил школу № 5 имени М. А. Сабира, в 1951 году — факультет виноградарства и плодоовощеводства Азербайджанского сельскохозяйственного института по специальности «учёный-агроном

» (с отличием); продолжил научную деятельность в аспирантуре.
В 1972—1973 и 1982—1986 годах — заведующий кафедрой общего земледелия АзСХИ. С 1967 по 1969 год — секретарь партийного комитета АзСХИ, в 1969 году — депутат Городского совета Кировабада.
4 августа 1987 года скончался в возрасте 57 лет в Кировабаде.

## Научно-педагогическая деятельность
В 1951 году поступил в аспирантуру АзСХИ и успешно её закончил в 1954-м. С 1955 года начал трудовую деятельность с должности ассистента кафедры АзСХИ. С первого же года поступления в аспирантуру начал проводить научные исследования по теме кандидатской диссертации под руководством профессора Н. И. Малова. В 1957 году решением Высшей аттестационной Комиссии при Министерстве высшего образования СССР Ф. Мамедову была присуждена научная степень кандидата сельскохозяйственных наук.
Под руководством профессора Н. И. Малова стал одним из основных авторов широкомасштабных комплексных исследовательских работ в направлении централизованного делинтерования, сортирования, калибрования и обработки различными препаратами семян хлопчатника.
В 1959 году по приглашению Совета министров Азербайджанской ССР начал работать в Министерстве сельского хозяйства Азербайджана в должности начальника Главного управления по селекции и семеноводству. В 1960 году был переведён на должность начальника главного управления по подготовке кадров того же министерства.
В 1962 году решением Высшей аттестационной комиссии при Министерстве высшего и среднего специального образования СССР ему было присвоено учёное звание доцента. В 1964—1966 годах был докторантом Московской сельскохозяйственной академии им. К. А. Тимирязева.
В 1973—1980 годах — декан агрономического факультета АзСХИ. В 1976 году решением Высшей аттестационной комиссии при Совете министров СССР ему была присуждена научная степень доктора сельскохозяйственных наук.
В 1979 году на открытой ежегодной коллегии Высшей аттестационной комиссии при Совете министров СССР был удостоен учёного звания профессора. Был первым азербайджанцем, удостоенным звания профессора по земледелию.
С 1980 года до конца жизни работал учёным секретарем научного совета по защите диссертаций во Всесоюзной академии сельскохозяйственных наук им. В. И. Ленина. В 1986—1987 годах был проректором по заочному обучению в Азербайджанском государственном аграрном университете.
В 1988 году был посмертно удостоен серебряной медали Выставки достижений народного хозяйства СССР (ВДНХ).

## Награды
1. Почётное звание «Заслуженный агроном Азербайджанской ССР». Присвоено указом Исполнительного комитета высшего совета Азербайджанской ССР от 16 декабря 1980 г. за заслуги в подготовке высококвалифицированных специалистов и развитии сельскохозяйственной науки.
2. Медаль участника Всесоюзной сельскохозяйственной выставки. Участник ВСХВ по вопросам предпосевной подготовки семян хлопчатника путём сернокислотного оголения, сортирования, калибрования. Главный Комитет ВСХВ. 5 июня 1957 г.
3. Знак «Победитель социалистического соревнования». 1973 г. Исполнительный Комитет профсоюзных работников сельского хозяйства и снабжения коллегии Министерства сельского хозяйства Азербайджанской ССР. 10 сентября 1974 г.
4. Благодарственная грамота общества «Знание» Азербайджанской ССР. 23 января 1969 г.
5. Почётная грамота редакционной коллегии еженедельной газеты «Экономическая газета» ЦК КПСС. 1970 г.
6. Почётная грамота Азербайджанского ЦК ВЛКСМ. 25 декабря 1974 г.
7. Серебряная медаль ВДНХ, удостоверение № 33029. 1988 г.

## Память
- В 1999 году решением Учёного совета АГСХА кафедре Общего земледелия было присвоено имя её бывшего руководителя Ф. Мамедова.
- Учреждена стипендия имени профессора Ф. Мамедова для студентов, отличившихся высокими учебными показателями и общественной активностью.
- В 2005 году распоряжением главы исполнительной власти г. Гянджа Эльдара Азизова одной из улиц города, на которой родился, вырос и провёл большую часть жизни, занимаясь научно-педагогической деятельностью Ф. Мамедов, было присвоено его имя[8].
- В 2009 году в Азербайджанском государственном аграрном университете было проведено 80-летие Ф. Мамедова, во время которого аудитории, в которой он в своё время преподавал, было присвоено его имя, а также создан посвященный ему уголок памяти[9].